# Амда Іясус
Амда Іясус — негус Ефіопії з Соломонової династії. Був молодшим сином Такли Мар'яма.
Правив упродовж восьми місяців, не залишив по собі потомства.